# 君がいる場所 (アルバム)
『君がいる場所』（きみがいるばしょ）は、sacraのメジャー2ndオリジナルアルバム。

## 概要
ミューチャー・コミュニケーションズからのリリースとしては最後の作品となった。事務所移籍のため廃盤になっている。

## 収録曲
- 全作詞：木谷雅　特記以外編曲：sacra&平川達也

1. 君がいる場所
作曲：足土貴英
編曲：十川知司・sacra&平川達也
2. 最終ベル
作曲：足土貴英
編曲：水上裕規・sacra&平川達也
3. かげぼうし
作曲：木谷雅
編曲：水上裕規・sacra&平川達也
4. アンバランス
作曲：木谷雅
5. さよならさえも言えなくて
作曲：木谷雅
6. 五月雨
作曲：木谷雅
7. 夏の幻
作曲：足土貴英
8. I'm チャップリン
作曲：加藤拓也
9. Christmas Time
作曲：木谷雅・足土貴英
10. 愛の翼
作曲：足土貴英
11. あたりまえだと思ってるもの
作曲：木谷雅
編曲：水上裕規・sacra&平川達也